# Warnow (bei Grevesmühlen)
{{
|Name              = Warnow
|Wappen            = kein
|Breitengrad       = 53/52/0/N
|Längengrad        = 11/11/0/E
|lat_deg=53 |lat_min=52 |lat_sec=
|lon_deg= 11|lon_min=11 |lon_sec=
|Lageplan          = Warnow in NWM.png
|Bundesland        = Mecklenburg-Vorpommern
|Landkreis         = Nordwestmecklenburg
|Amt               = Grevesmühlen-Land
|Höhe              = 39
|Fläche            = 15.99
|PLZ               = 23936
|Vorwahl           = 03881
|Kfz               = NWM
|Gemeindeschlüssel = 13058106
|Adresse-Verband   = Rathausplatz 1
23936 Grevesmühlen
|Website           = www.grevesmuehlen.de
|Bürgermeister     = Lothar Kacprzyk
}}
Warnow (bei Grevesmühlen) este o comună din landul Mecklenburg-Pomerania Inferioară, Germania.